# Geometra sinoisaria
Geometra sinoisaria är en fjärilsart som beskrevs av Charles Oberthür 1916. Geometra sinoisaria ingår i släktet Geometra och familjen mätare. Inga underarter finns listade i Catalogue of Life.